# Pedralva
Pedralva est une municipalité brésilienne de l'État du Minas Gerais et la microrégion de Santa Rita do Sapucaí.

## Maires
| Période | Période | Identité              | Étiquette | Qualité |
| ------- | ------- | --------------------- | --------- | ------- |
| 2009    | 2012    | Antonio Eloisio Gomes | PTB       |         |